# Harztor
Harztor é um município da Alemanha, situado no distrito de Nordhausen, no estado da Turíngia. Tem 109,37 km² de área, e sua população em 2019 foi estimada em 7,577 habitantes.

## História
Foi formado em 1 de janeiro de 2012, após a fusão dos antigos municípios de Ilfeld e Niedersachswerfen. Em julho de 2018, foram incorporados os também antigos municípios de Harzungen, Herrmannsacker e Neustadt/Harz.